# 제8군단 (대한민국)
제8군단(第八軍團, 영어: ROK Army VIII Corps)은 강원도 동부에 주둔했던 대한민국 육군 지상작전사령부 예하의 군단이며, 상징명칭은 동해충용부대(東海忠勇部隊)이다. 제7군단의 임무가 바뀌어 기동부대로 개편되면서 경기도로 옮겨가자, 비어있게 된 강원도 동해안 지역을 방위하기 위해 1987년 4월 1일에 창설되었다.
강릉지역 무장공비 침투사건 이후, 지역 경비 강화를 위해 제68동원보병사단이 제23보병사단으로 재창설되었다. 동부전선 수호를 담당하고 있는 부대답게 육군에서 유일하게 GOP, GP, 해안경계를 동시에 맡고 있다. 대한민국 육군 군단 중에서 규모가 제일 작으며 시설도 낙후되었다는 평이 많다.
2023년 5월 1일 예하 부대를 제3군단에 넘기면서 잔존부대로 있다가 6월 30일에 완전히 해체되었다.

## 편제
다음은 해체하기 전의 제8군단의 편제이다.
- 예하부대
  - 제22보병사단 "율곡"
  - 제23경비여단 "철벽"
- 직할부대
  - 제102기갑여단 "일출"
  - 제12포병단
    - 제375포병대대
    - 제756포병대대
    - 제956포병대대

  - 제108정보통신단
    - 수송대
    - 통신운용대
    - 제781통신대대

  - 제1170공병단
    - 제136공병대대

  - 제308경비단 "흑룡"
    - 제36관리대대
    - 제39관리대대
    - 예비군훈련대

  - 제8특공대대
  - 제148정보대대
  - 제518방공대
  - 제8화생방중대
  - 본부근무대
  - 군사경찰대
  - 보충중대
- 지원부대
  - 제8군수지원단 (제1군수지원사령부)
  - 제8항공단 (항공작전사령부)

## 역대 군단장
| #  | 계급 | 성명   | 출신         | 취임일           | 이임일           | 참고 |
| -- | ---- | ------ | ------------ | ---------------- | ---------------- | ---- |
| 1  | 중장 | 이대희 | 육사 제15기  | 1987년           | 1989년           |      |
| 2  | 중장 | 이태섭 | 육사 제17기  | 1989년           | 1991년           |      |
| 3  | 중장 | 박세환 | 학군 제1기   | 1991년           | 1993년           |      |
| 4  | 중장 | 김정신 | 갑종 제156기 | 1993년           | 1995년           |      |
| 5  | 중장 | 이재달 | 육사 제22기  | 1995년           | 1996년           |      |
| 6  | 중장 | 이남신 | 육사 제23기  | 1996년           | 1998년           |      |
| 7  | 중장 | 권승찬 | 갑종 제190기 | 1998년           | 2000년           |      |
| 8  | 중장 | 양우천 | 육사 제26기  | 2000년           | 2002년           |      |
| 9  | 중장 | 방판칠 | 학군 제8기   | 2002년           | 2004년           |      |
| 10 | 중장 | 양원모 | 3사 제2기    | 2004년           | 2005년           |      |
| 11 | 중장 | 이상의 | 육사 제30기  | 2005년           | 2007년           |      |
| 12 | 중장 | 이철휘 | 학군 제13기  | 2007년           | 2009년           |      |
| 13 | 중장 | 정경조 | 3사 제11기   | 2009년           | 2011년           |      |
| 14 | 중장 | 류제승 | 육사 제35기  | 2011년           | 2012년           |      |
| 15 | 중장 | 김유근 | 육사 제36기  | 2012년           | 2014년           |      |
| 16 | 중장 | 정연봉 | 육사 제38기  | 2014년           | 2015년           |      |
| 17 | 중장 | 박한기 | 학군 제21기  | 2015년 10월 30일 | 2017년 9월 29일  |      |
| 18 | 중장 | 황인권 | 3사 제20기   | 2017년 9월 29일  | 2018년 9월 17일  |      |
| 19 | 중장 | 이진성 | 3사 제22기   | 2018년 12월 3일  | 2019년 7월 3일   |      |
| 20 | 중장 | 이창효 | 3사 제19기   | 2019년 7월 3일   | 2019년 11월 18일 |      |
| 21 | 중장 | 강창구 | 육사 제44기  | 2019년 11월 18일 | 2021년 12월 9일  |      |
| 22 | 중장 | 여운태 | 육사 제45기  | 2021년 12월 10일 | 2022년 6월 8일   |      |
| 23 | 중장 | 박안수 | 육사 제46기  | 2022년 6월 8일   | 2023년 5월 1일   |      |

## 같이 보기
- 대한민국 육군의 부대 조직 및 편성 목록